# Glyptobasis dentifera
Glyptobasis dentifera är en insektsart som först beskrevs av John Obadiah Westwood 1847.  Glyptobasis dentifera ingår i släktet Glyptobasis och familjen fjärilsländor. Inga underarter finns listade i Catalogue of Life.